# مقاطعة لوفكرافت (مسلسل تلفزيوني)
 مقاطعة لوفكرافت "Lovecraft Country" هو مسلسل رعب درامي تلفزيوني أمريكي تم تطويره بواسطة ميشا جرين استنادًا إلى رواية تحمل نفس الاسم بواسطة مات راف . ستعرض أول حلقة في 16 أغسطس 2020 على إتش بي أو .  تم إنتاج المسلسل من قبل باد روبوت برودكشن وتلفزيون وارنر بروس . تدور القصة حول شاب أمريكي من أصل أفريقي ، يسافر عبرالولايات المتحدة الأمريكية المفصولة عرقيا خلال خمسينيات القرن الماضي بحثًا عن والده المفقود.

## التصوير
بدأ التصوير الرئيسي للمسلسل في 16 يوليو 2018 في شيكاغو ، إلينوي .  تم التصوير في استوديوهات شيكاغو سينسباس السينمائية  في إلبورن ، إلينوي  ومتنزه وايت باينز الحكومي في جبل موريس ، إلينوي ،  وماكون ، جورجيا . 

## العرض
سيكون العرض الأول في 16 أغسطس 2020 ، على إتش بي أو في الولايات المتحدة الأمريكية و علي شبكة أو س ان في الشرق الأوسط و شمال أفريقيا ، وسيتألف الموسم الأول من عشر حلقات.   

## وصلات خارجية
- مقاطعة لوفكرافت على موقع IMDb (الإنجليزية)
- مقاطعة لوفكرافت على موقع ميتاكريتيك (الإنجليزية)
- مقاطعة لوفكرافت على موقع روتن توميتوز (الإنجليزية)
- مقاطعة لوفكرافت على موقع فيلمافينيتي (الإسبانية)
- مقاطعة لوفكرافت على موقع كينوبويسك (الروسية)
- مقاطعة لوفكرافت على موقع ألو سيني (الفرنسية)
- مقاطعة لوفكرافت على موقع قاعدة بيانات الفيلم (الإنجليزية)
- مقاطعة لوفكرافت  في قاعدة بيانات الأفلام على الإنترنت (بالإنجليزية)